# ساکی ریشوی پشت‌سرخ
ساکی ریشوی پشت‌سرخ (نام علمی: Chiropotes chiropotes) یک میمون جهان جدید از آمریکای جنوبی است. این گونه یکی از ساکی‌های ریشو است.

## نگارخانه

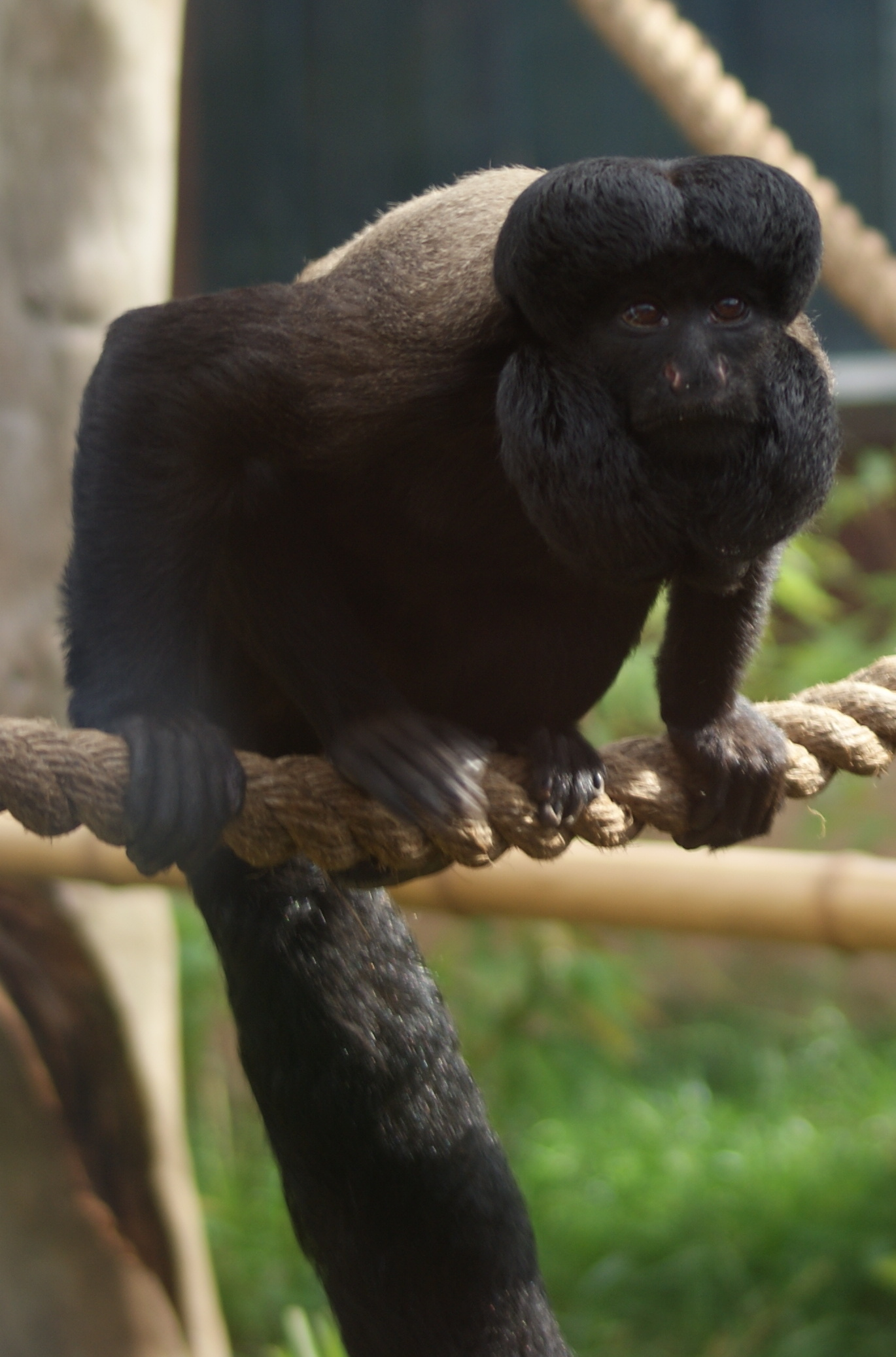
ساکی ریشوی پشت‌سرخ
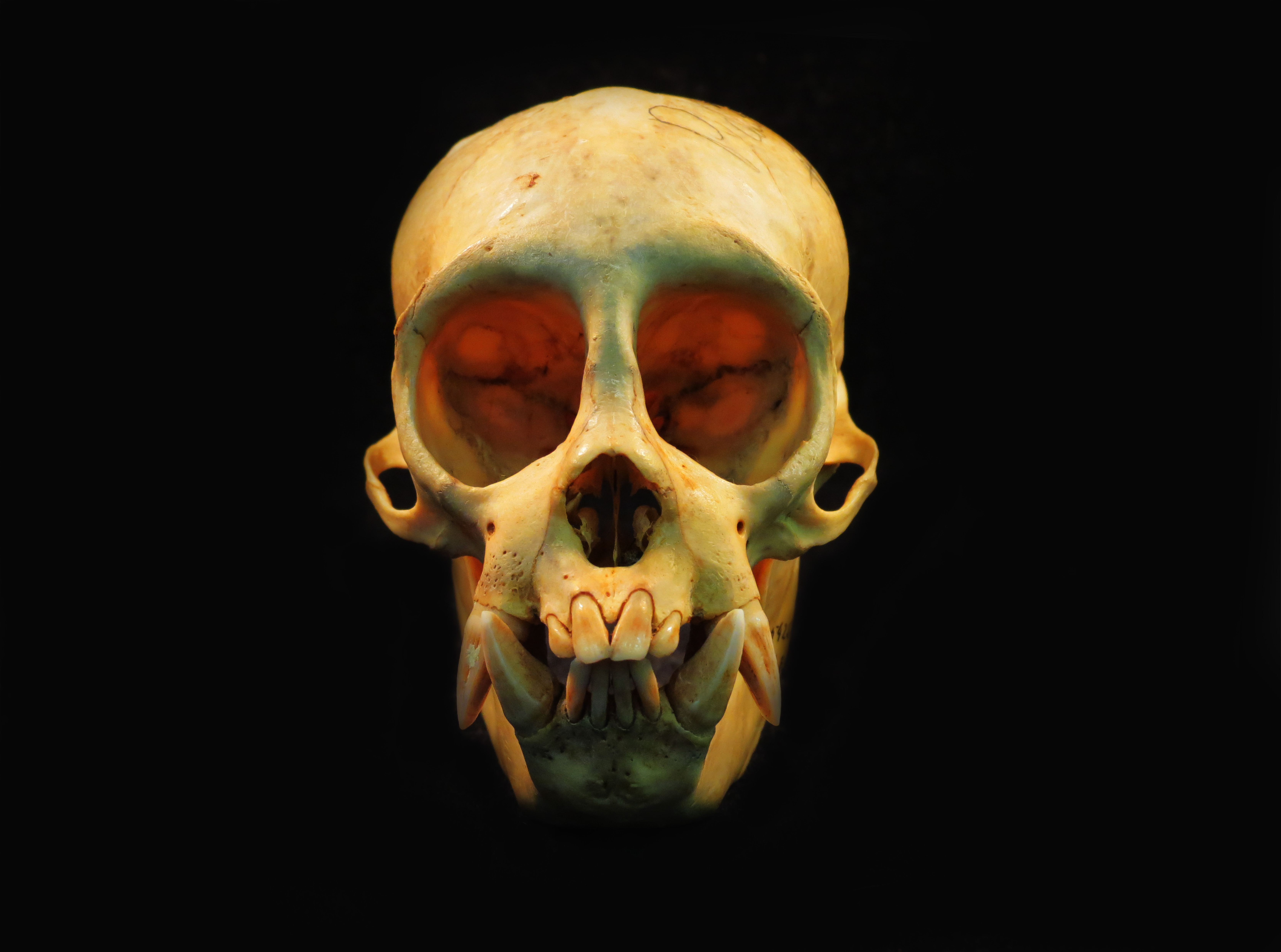
جمجمه